# Muzeul Memorial „Octavian Goga”
Muzeul Memorial „Octavian Goga” este un muzeu județean din Ciucea, amplasat în Str. Principală nr. 5. 
Complexul muzeal cuprinde castelul, devenit muzeu memorial, Casa Ady Endre, construcția în stil țărănesc, cunoscută sub denumirea de sufrageria albă, Biserica de lemn din Gălpâia, adusă de Veturia Goga din Sălaj, și mausoleul. 
Prima dintre cele două încăperi ale muzeului este biblioteca, ce cuprinde peste 9.000 de volume, alături de o ladă maură din lemn de cedru (din secolul al XVI-lea), o masă de lucru, o canapea și câteva scaune. Din bibliotecă se pătrunde în birou, în care sunt expuse câteva fotografii de familie, schițe de Nicolae Grigorescu, candele brâncovenești (secolele XVII - XVIII), brâuri (cingătoare) cu încrustații din pietre prețioase, provenite din India, Siria și Turcia, o măsuță cu tăblierul din faianță, originară din Persia (secolul al XVI-lea), o icoană bizantină din secolul al XI-lea. Pretutindeni în muzeu se găsesc prețioase lucrări de artă: obiecte din bronz provenite de la Pompeii, un goblen francez din secolul al XVI-lea, picturi semnate de Theodor Pallady și Nicolae Dărăscu, un scrin care a aparținut lui Avram Iancu. Alături de acestea se mai întâlnesc corespondență și manuscrise aparținând poetului, publicistului și omului politic Octavian Goga (1881 - 1938). 
În amintirea poetului maghiar Ady Endre, prieten cu Goga, a fost amenajată, la Ciucea, clădirea în care acesta a locuit timp de patru luni. Ea cuprinde un interior de casă specific românesc și altul unguresc.